# Moritz Krämer
Moritz Krämer (nascut el 1980 a Basilea) és un cantant indie suís de Basilea que viu a Berlín.

## Història
Krämer va néixer a Suïssa i va créixer al sud de Baviera. Després de graduar-se a l'escola secundària a Friburg, es va traslladar a Berlín. És llicenciat en temes de vídeo i llenguatge a la Universitat de les Arts de Berlín. Krämer va treballar a Berlín com a compositor, lletrista i director musical en diversos teatres, inclòs l'escenari popular, Hebbel am Ufer, i el Teatre Maxim Gorki.
El 2010, Krämer va guanyar el coet TV Noir. Krämer va llançar el seu EP debut l'1 d'agost de 2011, que conté cançons acústiques de principis d'aquest any. El 2010 va tocar l'acte teloner de la gira de The Young Gods El seu primer àlbum, "Wir Können Nix Dafur" va ser produït per Krämer, i publicat el 4 de març de 2011 a través de Tapete Records.

## Vida personal
Krämer ha rodat alguns vídeos musicals i curtmetratges. La seva primera pel·lícula va ser el curtmetratge Tsuri Tsumi. El 2009, va ser l'actor principal del recital de cançons Night of the Nerds al Teatre Central de Leipzig.

## Discografia
Àlbums i EP
- 2009: Fallsucht
- 2010: Ich kann nix dafür (EP)
- 2011: Wir können nix dafür
- 2018: Ich hab’ einen Vertrag unterschrieben 1
- 2019: Ich hab’ einen Vertrag unterschrieben 2
- 2021: Die traurigen Hummer

amb Die Höchste Eisenbahn
- 2012: Unzufrieden (EP)
- 2013: Schau in den Lauf, Hase
- 2016: Wer bringt mich jetzt zu den Anderen
- 2019: Ich glaub dir alles
- 2020: StallWaldKirche EP (EP)

amb Artur & Vanessa
- 2023: Artur & Vanessa

## Filmografia

### Direcció i guió
- 2005: Tsuri Tsumi (curtmetratge, UdK)
- 2011: Schub (curtmetratge, dffb)
- 2011: Vorsprechen (curtmetratge, dffb/ARTE)
- 2012: Eat (curtmetratge, dffb/ARTE) Premi Meliès al millor curtmetratge al XLV Festival Internacional de Cinema Fantàstic de Catalunya[4]
- 2015: Bube Stur (llargmetratge, dffb)

### Pel·lícules musicals
- 2018: Petting statt Pershing
- 2021: Tatort: Wer zögert, ist tot
- 2022: Tatort: Finsternis
- 2022: Alle wollen geliebt werden